# Chatunijjat Suluk
Chatunijjat Suluk – miejscowość w Syrii, w muhafazie Ar-Rakka, w dystrykcie Tall Abjad. W 2004 roku liczyła 1528 mieszkańców.